# Giancarlo Bercellino
Giancarlo Bercellino (Gattinara, 9 de outubro de 1941) é um ex-futebolista italiano que atuava como defensor.

## Carreira
Giancarlo Bercellino fez parte do elenco da Seleção Italiana de Futebol na Eurocopa de 1968.

## Títulos
- Eurocopa de 1968